# 샌드포스
샌드포스(SandForce)는 솔리드 스테이트 드라이브(SSD)용 플래시 메모리 컨트롤러를 설계한, 미국 캘리포니아주 밀피타스에 위치했던 미국의 팹리스 반도체 기업이었다. 2012년 1월 4일, 샌드포스는 LSI 코퍼레이션에 인수되었으며 LSI의 플래시 컴포넌츠 부서가 되었다. LSI는 아바고 테크놀로지스에 의해 2014년 5월 6일 최종적으로 인수되었고 같은 달 29일 씨게이트는 LSI의 플래시 컴포넌츠 부서를 인수할 의도가 있다고 발표하였다.
샌드포스는 2006년 Alex Naqvi와 Rado Danilak가 설립하였다. 2009년 4월, 이들은 솔리드 스테이트 드라이브 시장에 진입할 것을 발표하였다.
샌드포스는 온전한 솔리드 스테이트 드라이브를 판매하는 대신 SSD 프로세서로 불리는 플래시 메모리 컨트롤러를 온전한 파트너에게 판매한 다음, 파트너사들이 온전한 SSD를 제조업체, 기업, 최종 사용자에 판매하였다. 그러나 LSI의 다른 부서가 LSI Nytro PCIe 제품 라인에 샌드포스 SSD 프로세서를 사용하였다. SSD 시장 분석가이자 스토리지서치닷컴(StorageSearch.com) 출판자 Zsolt Kerekes는 2011년 샌드포스가 가장 잘 알려진 SSD 컨트롤러 제조사였다고 언급하였다.